# Episodi di Mod Squad, i ragazzi di Greer (quinta stagione)
La quinta stagione della serie televisiva Mod Squad, i ragazzi di Greer (The Mod Squad) è andata in onda negli Stati Uniti dal 14 settembre 1972 al 1º marzo 1973 sulla ABC.
| nº | Titolo originale                       | Titolo italiano | Prima TV USA      | Prima TV Italia |
| -- | -------------------------------------- | --------------- | ----------------- | --------------- |
| 1  | The Connection (1)                     |                 | 14 settembre 1972 |                 |
| 2  | The Connection (2)                     |                 | 14 settembre 1972 |                 |
| 3  | The Thunder Makers                     |                 | 21 settembre 1972 |                 |
| 4  | Yesterday's Ashes                      |                 | 28 settembre 1972 |                 |
| 5  | A Gift for Jenny                       |                 | 5 ottobre 1972    |                 |
| 6  | Taps, Play It Louder                   |                 | 12 ottobre 1972   |                 |
| 7  | Eyes of the Beholder                   |                 | 19 ottobre 1972   |                 |
| 8  | Good Times Are Just Memories           |                 | 26 ottobre 1972   |                 |
| 9  | Corbey                                 |                 | 2 novembre 1972   |                 |
| 10 | Can You Hear Me Out There?             |                 | 9 novembre 1972   |                 |
| 11 | Another Final Game                     |                 | 16 novembre 1972  |                 |
| 12 | Crime Club                             |                 | 23 novembre 1972  |                 |
| 13 | The Twain                              |                 | 30 novembre 1972  |                 |
| 14 | Belinda, End of Little Miss Bubble Gum |                 | 7 dicembre 1972   |                 |
| 15 | Kristie                                |                 | 14 dicembre 1972  |                 |
| 16 | Sanctuary                              |                 | 21 dicembre 1973  |                 |
| 17 | Run, Lincoln, Run                      |                 | 4 gennaio 1973    |                 |
| 18 | Don't Kill My Child                    |                 | 18 gennaio 1973   |                 |
| 19 | Death in High Places                   |                 | 25 gennaio 1973   |                 |
| 20 | Put Out the Welcome Mat for Death      |                 | 1º febbraio 1973  |                 |
| 21 | Scion of Death                         |                 | 8 febbraio 1973   |                 |
| 22 | The Night Holds Terror                 |                 | 15 febbraio 1973  |                 |
| 23 | Cry Uncle                              |                 | 22 febbraio 1973  |                 |
| 24 | And Once for My Baby                   |                 | 1º marzo 1973     |                 |

## Return of the Mod Squad
- Prima televisiva: 18 maggio 1979
- Diretto da: George McCowan
- Scritto da: Robert Janes

### Trama
- Guest star: Victor Buono (Keith Starr), Tom Ewell (cuoco), Tom Bosley (Frank Webber), Todd Bridges (Jason Hayes), Simon Scott (Barney Metcalf), Jess Walton (Kate Kelsey), Taylor Lacher (Jake, il barista), Rafael Campos (Johnny Sorella), Byron Stewart (Bingo), Hope Holiday (Willie), Roy Thinnes (Dan), Mark Slade (Richie Webber), Sugar Ray Robinson (se stesso), Ross Martin (Buck Prescott), John Karlen (Marty), Stoney Jackson (studente)

## The Connection (1)
- Prima televisiva: 14 settembre 1972
- Diretto da: George McCowan
- Scritto da: Rick Husky

### Trama
- Guest star: Bradford Dillman (Charlie Drango), Cleavon Little, Richard Pryor, Robert Reed (Jerry Silver), Gene Washington, Claudia McNeil, Barbara McNair, Edward Asner (Lassiter), Stefanie Powers (Francie Drango), Cesar Romero (Frank)

## The Connection (2)
- Prima televisiva: 14 settembre 1972
- Diretto da: George McCowan
- Scritto da: Rick Husky

### Trama
- Guest star: Barbara McNair, Claudia McNeil, Richard Pryor, Stefanie Powers (Francie Drango), Gene Washington, Bradford Dillman (Charlie Drango), Robert Reed (Jerry Silver), Edward Asner (Lassiter), Cesar Romero (Frank)

## The Thunder Makers
- Prima televisiva: 21 settembre 1972
- Diretto da: Jerry Jameson
- Scritto da: Jack Turley

### Trama
- Guest star: John Lasell (Farragut), Frank Ramírez, Joe Hooker, Paul Carr (Johnson), Bobby Sherman (Buddy), John McLiam (Sam)

## Yesterday's Ashes
- Prima televisiva: 28 settembre 1972
- Diretto da: Richard Newton
- Scritto da: Skip Webster

### Trama
- Guest star: Rudy Challenger (dottor Gordon), Ivor Francis (dottor Forrester), Jo Ann Harris (Sue Fielding), Pitt Herbert (gestore negozio di liquori), Rusty Lane (Seadog), Grace Lenard (padrona di casa), Toni Moss (Gloria Stone), Robert Pine (Jay Turner)

## A Gift for Jenny
- Prima televisiva: 5 ottobre 1972
- Diretto da: Don McDougall
- Scritto da: Gerald Sanford

### Trama
- Guest star: Norman Bartold (Mr. Gorman), Booker Bradshaw (George Canon), Victoria George (receptionist), Ralph James (Sam), Gwenn Mitchell (Jenny), Del Monroe (Keller), Charlene Polite (delinquente), Paul Richards (Dan Logan), Joyce Sklar (Fur Model), Bo Svenson (Sully)

## Taps, Play It Louder
- Prima televisiva: 12 ottobre 1972
- Diretto da: E. W. Swackhamer
- Scritto da: Sandor Stern

### Trama
- Guest star: Ann Doran (Eva Styles), Dabbs Greer (titolare del negozio), Peter Hooten (Jim Styles), Aldine King (Carolyn Malik), Bruce Kirby (colonnello Broidy), Patricia McAneny (Janet Morrisey), Michele Nichols (Mary Ellen), Robert F. Simon (Fred Styles), Dick Van Patten (conducente del bus, voce), Richard Yniguez (Tom Sanchez), Bill Zuckert (Frank Morrissey)

## Eyes of the Beholder
- Prima televisiva: 19 ottobre 1972
- Diretto da: Richard Newton
- Scritto da: Steffi Barrett, Tony Barrett

### Trama
- Guest star: Michael Fox (dottor Keller), Beverly Garland (Ellie), Joe Hooker (Eddie), Janet Margolin (Cathy), Guy Remsen (agente di polizia), Richard Rust (Frank Devlin), Glenn R. Wilder (autista polizia)

## Good Times Are Just Memories
- Prima televisiva: 26 ottobre 1972
- Diretto da: Ivan Dixon
- Scritto da: Richard Bluel, Fenton Hobart, Jr.

### Trama
- Guest star: Sam Elliott (Rick Price), Tyne Daly (Prudence Gordon), Anthony Geary (Johnson), Clifford David (McCleary), Leif Erickson (tenente Jerry Price)

## Corbey
- Prima televisiva: 2 novembre 1972
- Diretto da: Richard Newton
- Scritto da: Jack Turley

### Trama
- Guest star: Russell Arms (Frank Johnson), Jane Byron (Laura Johnson), John Dennis (proprietario negozio), Barbara Dodd (Mrs. Parker), Nicholas Georgiade (Case), Nehemiah Persoff (Nick Master), Eddie Ryder (Tipper Saxon), Simon Scott (Barney Metcalf), Mitchell Silberman (Corbey), Lee Stanley (Vince Master)

## Can You Hear Me Out There?
- Prima televisiva: 9 novembre 1972
- Diretto da: Seymour Robbie
- Scritto da: Stanley Ralph Ross

### Trama
- Guest star: Tina Andrews (Laurie Jameson), Ed Call (Graff), Cal Bellini (Jimmy Gowdy), Larry D. Mann (Harry Burns), Joe Tornatore (meccanico), Thom Carney (sergente), Ty Henderson (Walter), Louis Gossett, Jr. (Charley Jameson), Kim Hamilton (Mildred Jameson)

## Another Final Game
- Prima televisiva: 16 novembre 1972
- Diretto da: Jerry Jameson
- Scritto da: Frank Telford

### Trama
- Guest star: Woodrow Parfrey (Durko), Clu Gulager (Dustin Ellis), Zara Cully (Mrs. Jones), Joseph R. Sicari (Tip Garrison), Paul Micale (cameriere), Richard Hervey (avvocato), Beverlee McKinsey (Evalyn Ellis)

## Crime Club
- Prima televisiva: 23 novembre 1972
- Diretto da: Don McDougall
- Scritto da: Theodore J Flicker

### Trama
- Guest star: Geoffrey Binney (boxer), Sarah Fankboner (Sally), Hilly Hicks (Dunwoodie), Peter Hobbs (dottor Kerr), Robert Lipton (Jason), Joe Renteria (Emiliano), Gordon Rigsby (professore), Pamela Susan Shoop (Carol Bridgewater), Mark Slade (Barry), Nancy Stephens (Marion)

## The Twain
- Prima televisiva: 30 novembre 1972
- Diretto da: George Olden
- Scritto da: Skip Webster

### Trama
- Guest star: Vic Tayback, Charles Seel, Rudy Challenger, Johnny Haymer, Allan Arbus, Victoria Racimo, Edward Bell (Landers), Fritz Weaver (Palmer)

## Belinda, End of Little Miss Bubble Gum
- Prima televisiva: 7 dicembre 1972
- Diretto da: Seymour Robbie
- Scritto da: Bryn Morgan

### Trama
- Guest star: Art Aragon (Sammy), Bob Balaban (Tony), Catherine Burns (Belinda), Dane Clark (Blake), Anthony James, John Karlen (Johnny Wexford), Len Lesser (Burns), Ruth Roman (Irene), Vernon Weddle (Red Benson)

## Kristie
- Prima televisiva: 14 dicembre 1972
- Diretto da: Richard Newton
- Scritto da: Rick Husky

### Trama
- Guest star: Jed Allan (Kurt Raider), Michael Anderson Jr. (Jerry), William Bassett (Gordon), Jean Hale (Marion), Bert Holland (esaminatore), Buddy Lester (Bondelli), Debbie Lytton (Kristie), Robert Patten (Daniel S. Wade)

## Sanctuary
- Prima televisiva: 21 dicembre 1973
- Diretto da: Jerry Jameson
- Scritto da: Robert Hamner

### Trama
- Guest star: Jeanne Bates (segretaria), Joseph Breen (farmacista), Victor Buono (Vlahos), Glenn Corbett (Anderson), John Davey (Matty Ryun), Hal England (dottor Weston), S. John Launer (E.J. Wardell), Judith McConnell (Betty Saunders), G.J. Mitchell (rappresentante giuria)

## Run, Lincoln, Run
- Prima televisiva: 4 gennaio 1973
- Diretto da: Leonard Horn
- Scritto da: Donald Lance Stewart

### Trama
- Guest star: James A. Watson Jr. (Herb Henderson), Elliott Street (Krause), Stefan Gierasch (Glendon), Emily Yancy (Ruth Henderson), June Dayton (Mrs. Milton), Taylor Lacher (Marty), Justin Smith (Chuck Milton), Nicholas Lewis (Freddie Moss), Grant Owens (ufficiale)

## Don't Kill My Child
- Prima televisiva: 18 gennaio 1973
- Diretto da: Harry Falk
- Scritto da: Margaret Schneider, Paul Schneider

### Trama
- Guest star: Rosanna DeSoto (Dolores), Nina Foch (Mrs. Dykstra), Lillian Lehman, Murray MacLeod (Dave), Jack Marin (poliziotto), Marlyn Mason (Evelyn), Kirk Mee (dottor Marmor), Beverly Powers (Wanda), Joan Tompkins, Tyrone Wilson (Timmy), John Zaremba (Mr. Lindner)

## Death in High Places
- Prima televisiva: 25 gennaio 1973
- Diretto da: Don McDougall
- Scritto da: Robert Hamner

### Trama
- Guest star: Jim Backus (Emile Wade), William Boyett (caposquadra), Ahna Capri (Florinda), Priscilla Garcia (Teresa), Rodolfo Hoyos Jr. (membro del consiglio), Fernando Lamas (Arturo Roca), Joe Renteria (Tomas Roca), Bing Russell (Kerner), Frank Whiteman (Havlicek), Carmen Zapata (nonna)

## Put Out the Welcome Mat for Death
- Prima televisiva: 1º febbraio 1973
- Diretto da: Reza Badiyi
- Scritto da: Elroy Schwartz

### Trama
- Guest star: Ed Bach (Joey), Michael Burns (Rick Landis), Howard Duff (Walter Graham), Leigh Hamilton (Mrs. Gregory), Kristina Holland (Linda Graham), John Howard (dottor Brandson), Lenore Kasdorf (Bev), Doreen Lang (Martha Graham), John Mark Robinson (Don Rice), Martha Scott (Belle Fuller), James Sikking (dottor Webber)

## Scion of Death
- Prima televisiva: 8 febbraio 1973
- Diretto da: Daniel Haller
- Scritto da: Skip Webster, Robert Schlitt

### Trama
- Guest star: Julie Adams (Nancy Ryan), Lewis Charles (Les Condon), Dennis Dugan (Chris Norton), Ross Elliott (Sam Brodie), Larry Golden (Woody Samuels), Mitzi Hoag (Cora Brodie), Don Porter (Walter Ryan), Richard Rowley (Danny Ryan), Dan Spelling (Roy Condon), Bill Vint (Eddie Payne)

## The Night Holds Terror
- Prima televisiva: 15 febbraio 1973
- Diretto da: Richard Newton
- Scritto da: Rick Husky

### Trama
- Guest star: Libby Alexander, Ben Piazza (Dr. Chase), Brooke Bundy (Tina), Richard Dreyfuss (Caleb Dunne)

## Cry Uncle
- Prima televisiva: 22 febbraio 1973
- Diretto da: Phil Bondelli
- Scritto da: Sandor Stern

### Trama
- Guest star: Theodore Bikel, Bob Bralver (guardia), Gino Conforti (Schmidt), Dena Dietrich, Suhaila Farhat (cameriera), Kathleen Freeman, Geoffrey Lewis (Tracy), Bryn Morgan (Brian), Richard Newton (Henson), Mills Watson (Willy)

## And Once for My Baby
- Prima televisiva: 1º marzo 1973
- Diretto da: Richard Newton
- Scritto da: Robert Sherman

### Trama
- Guest star: Cal Bartlett (Eddie Pearce), John Goddard (Teddy Corrigan), Rex Holman (Rudy), John Kerr (dottor Eggers), Maggie Malooly (infermiera Carson), Linda Marsh (Ruth Stringer), Frances Lee McCain (Alice), Ed Nelson (Johnny Stringer), Robert Phillips (Larry Nemo), David Roy (Joey Baker)